# Tynnelsö Djurgård
Tynnelsö Djurgård är ett naturreservat i Strängnäs kommun i Södermanlands län.
Området är naturskyddat sedan 2003 och är 30 hektar stort. Reservatet ligger vid Mälaren på södra Tynnelsö och består av trädklädd betesmark/hagmark och ädellövskog.